# クリミア・コンゴ出血熱
クリミア・コンゴ出血熱（クリミア・コンゴしゅっけつねつ、Crimean-Congo hemorrhagic fever (CCHF)）はブニヤウイルス目フェニュイウイルス科に属するクリミア・コンゴ出血熱ウイルス（Crimean-Congo hemorrhagic fever orthonairovirus）による感染症である。
ウイルス性出血熱の一つ。

## 概要

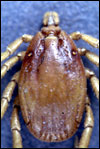
自然宿主であるダニ

クリミア・コンゴ出血熱ウイルスは、ダニ間およびダニとヒツジやヤギなどの動物との間で生活環を形成している。このウイルスに感染したダニに咬まれたり、感染動物の組織や血液に接触したりすることでヒトに感染する。また、動物からヒトへの感染だけでなく、罹患者の血液や体液に触れることにより、ヒト-ヒト間での感染も起こる。日本では、感染症法で一類感染症に指定されている。

## 発生地域
患者発生地域は宿主となるダニの分布に一致し、アフリカ大陸、東ヨーロッパ、中近東、中央アジア諸国、南部アジアである。存在が知られるようになったきっかけは、クリミア地方の赤軍兵士の間で、1944年-1945年にかけて出血を伴う急性熱性疾患が発生したことによる。その後、1956年にコンゴ地方（中部アフリカ）で分離されたウイルスと同一であることが確認され、病名に両地域の名前がつけられることとなった。
ウイルス性出血熱のくくりでは、エボラ出血熱やマールブルグ病と比べ致死率は低いものの、流行の規模が大きいのが特徴である。

## 症状

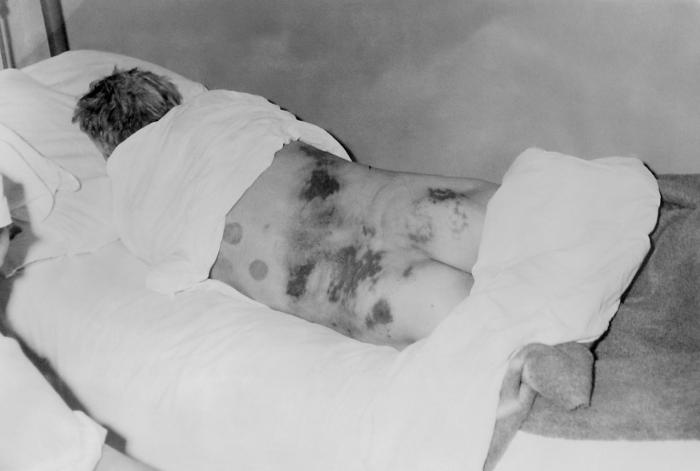
出血症状を起こしているクリミア・コンゴ出血熱患者

潜伏期間は2 - 10日（資料によっては3 - 6日）。潜伏期の後、突然の40℃以上の高熱、頭痛、筋肉・関節痛、上腹部痛が出現する。歯肉からの出血、鼻血、結膜炎、徐脈、下痢などの症状が現れることもある。
発病後3 - 5日で出血傾向が出現する。皮膚に大規模な紫斑ができる他、消化管出血（吐血、下血・血便）、血尿、子宮出血がみられる。本疾患はエボラ出血熱など他のウイルス性出血熱と比べても、最も出血症状が顕著と言われる。また、重度の肝機能障害を伴う。
感染しても無症状（不顕性感染）のことも多いが、発病した場合の致死率は20%以上となる。
牛、めん羊などの家畜では感染しても無症状である。

## 診断と治療
検査所見では、末梢血血液検査において血小板・白血球（特にリンパ球）の減少、尿検査において血尿・蛋白尿がみられる。ウイルス抗原・抗体の検出により確定診断される。治療は、患者の隔離、輸液・電解質補正、輸血などの対症療法のほか抗ウイルス剤（リバビリン）の投与、2次感染の予防として抗生物質の投与が行われる。